# Hugh Roddin
Hugh Joseph Roddin (Musselburgh, East Lothian, Escocia, 10 de marzo de 1887–Brooklyn, Nueva York, EUA, 3 de marzo de 1954) fue un boxeador británico. Obtuvo una medalla de bronce en la categoría de peso pluma durante los Juegos Olímpicos de Londres 1908.